# Guillermo Matías Fernández
Guillermo Matías Fernández (Granadero Baigorria Santa Fe, Argentina, 11 de octubre de 1991), más conocido como Pol Fernández, es un futbolista argentino que se desempeña como volante y su equipo actual es Godoy Cruz de la Primera División de Argentina.

## Trayectoria

### Inicios en Boca Juniors
Su debut oficial se produjo el 29 de febrero de 2012 contra Central Córdoba de Rosario, por la Copa Argentina. A pesar de la triple competencia que afrontó Boca durante el primer semestre de ese año, no tuvo muchas oportunidades en el primer equipo. Sin embargo, llegó a disputar ocho encuentros, de los cuales fue titular en cinco
Ya en la temporada 2012-2013, se volvió más importante para el equipo. Los problemas físicos y los bajos rendimientos de Pablo Ledesma y Diego Rivero posibilitaron que obtuviera la titularidad. En 2013, tras la salida de Julio César Falcioni y el regreso de Carlos Bianchi, el volante volvió a ser un habitual recambio, pero no logró volver a asentarse como titular. Finalizó su primera etapa en el club con 32 partidos (25 de titular) y 2 goles marcados. 

### Rosario Central
A mediados del 2013, es cedido a Rosario Central por el resto del año, para que tuviera minutos de competencia. No obstante, allí dispuso de pocas oportunidades. Apenas fueron 7 los encuentros en los que participó, regresando a Boca a comienzos del 2014.

### Retorno a Boca Juniors
Fernández regresó con la idea de volver a pelear por un puesto, pero su participación en el primer equipo fue nula. Una lesión lo marginó durante bastante tiempo, y cuando se recuperó no fue tenido en cuenta por el entrenador Carlos Bianchi, de manera que no jugó ni un solo minuto. 

### Atlético de Rafaela
Finalizada la temporada, se marchó nuevamente a préstamo, esta vez a Atlético de Rafaela. En el club santafesino tuvo un buen primer semestre, siendo importante para el equipo. Jugó 17 partidos, marcando 3 goles (uno ante Boca Juniors, club dueño de su pase).

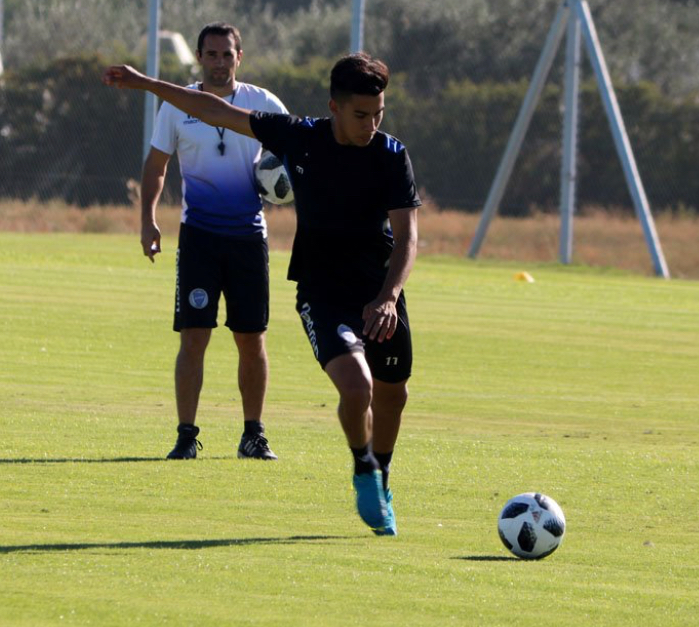
Pol Fernández en un entrenamiento de Godoy Cruz, en 2018.

### Godoy Cruz
A mediados de 2015, rescindió contrato con la entidad de Rafaela y negoció su llegada a préstamo al club mendocino Godoy Cruz motivado por la llegada del nuevo DT Gabriel Heinze. Allí logró asentarse como titular y se convirtió en figura del equipo, dirigido por Sebastián Méndez, aunque alcanzó su máximo rendimiento cuando Diego Dabove se hizo cargo del mismo. Al término de la temporada 2017-18 fue pretendido por varios equipos, entre ellos River Plate y Santos Laguna.

### Racing Club
Fue adquirido en su totalidad por el Racing Club de Avellaneda, a cambio de $2 500 000. Con Eduardo Coudet como técnico, el equipo se consagró campeón de la Superliga 2018-19, siendo una de las piezas claves del equipo.

### Cruz Azul
Luego de esa gran temporada con Racing Club, fue fichado por Cruz Azul de la Liga MX por 4.43 millones de euros, por el 100% de su ficha.
Figura del conjunto de Boca Juniors campeón de la Superliga en marzo de 2020, era una pieza importante en el esquema del DT Miguel Ángel Russo, pero su negativa a renovar el contrato motivó que fuera apartado del plantel en octubre, pese a que su vínculo concluyó recién el 31 de diciembre.
Luego de finalizar el préstamo con el equipo argentino, decidió regresar a Cruz Azul, donde se alistó para el Torneo Clausura 2021. El 3 de febrero de ese año recibió su visa de trabajo y quedó habilitado para jugar, al igual que otro argentino del plantel, Walter Montoya, ex Racing Club.

### Segundo paso por Boca Juniors
El 28 de enero de 2022, Boca Juniors adquirió el pase total por un monto de USD 2 000 000. En mayo de ese mismo año ganó su cuarto título con el Xeneize, en esta ocasión, la Copa de la Liga Profesional 2022. En octubre de ese mismo año, ganaría su segundo título con Boca, esta vez convirtiendo un tanto en el partido final contra Independiente, de cabeza, este llevaría a Boca a su título número 73, el campeonato de Primera División 2022, el partido finalizó 2:2. Fernández finalizó su primera temporada en Boca con 51 partidos jugados, 4 goles y 3 asistencias.  
En 2023 ganó su sexto título con el club, la Supercopa Argentina frente a Patronato. En ese mismo año llegó a la final de la Copa Libertadores convirtiendo el penal decisivo en semifinales frente a Palmeiras. Cerro su año con 47 partidos disputados, dos goles y dos asistencias. A mediados de 2024, le comentó a la dirigencia encabezada por Juan Román Riquelme que no seguiría en el club después de diciembre de ese año. El motivo primeramente fue el rechazo del público hacia él y Frank Fabra por su desempeño en la final de la Copa Libertadores frente a Fluminense.

## Estadísticas

### Clubes
Actualizado hasta su último partido disputado el 26 de mayo de 2025.
| Club                            | Div.          | Temporada     | Liga  | Liga  | Liga   | Copas | Copas | Copas  | Internacional | Internacional | Internacional | Total | Total | Total  |
| Club                            | Div.          | Temporada     | Part. | Goles | Asist. | Part. | Goles | Asist. | Part.         | Goles         | Asist.        | Part. | Goles | Asist. |
| ------------------------------- | ------------- | ------------- | ----- | ----- | ------ | ----- | ----- | ------ | ------------- | ------------- | ------------- | ----- | ----- | ------ |
| C. A. Boca Juniors Argentina    | 1.ª           | 2011-12       | 5     | 0     | 1      | 3     | 0     | 1      | —             | —             | —             | 8     | 0     | 2      |
| C. A. Boca Juniors Argentina    | 1.ª           | 2012-13       | 20    | 1     | 3      | 1     | 0     | 0      | 3             | 1             | 0             | 24    | 2     | 3      |
| C. A. Boca Juniors Argentina    | 1.ª           | 2019-20       | 7     | 1     | 1      | 1     | 0     | 0      | 6             | 0             | 0             | 14    | 1     | 1      |
| C. A. Boca Juniors Argentina    | 1.ª           | 2020-21       | —     | —     | —      | 1     | 0     | 0      | —             | —             | —             | 1     | 0     | 0      |
| C. A. Boca Juniors Argentina    | 1.ª           | 2022          | 24    | 3     | 1      | 20    | 1     | 2      | 7             | 0             | 0             | 51    | 4     | 3      |
| C. A. Boca Juniors Argentina    | 1.ª           | 2023          | 22    | 2     | 2      | 12    | 0     | 0      | 13            | 0             | 0             | 47    | 2     | 2      |
| C. A. Boca Juniors Argentina    | 1.ª           | 2024          | 11    | 0     | 0      | 13    | 0     | 0      | 8             | 0             | 1             | 32    | 0     | 1      |
| C. A. Boca Juniors Argentina    | Total club    | Total club    | 89    | 7     | 8      | 51    | 1     | 3      | 37            | 1             | 1             | 177   | 9     | 12     |
| C. A. Rosario Central Argentina | 1.ª           | 2013-14       | 7     | 0     | 0      | —     | —     | —      | —             | —             | —             | 7     | 0     | 0      |
| C. A. Rosario Central Argentina | Total club    | Total club    | 7     | 0     | 0      | 0     | 0     | 0      | 0             | 0             | 0             | 7     | 0     | 0      |
| Atlético de Rafaela Argentina   | 1.ª           | 2014          | 17    | 3     | 0      | 4     | 0     | 0      | —             | —             | —             | 21    | 3     | 0      |
| Atlético de Rafaela Argentina   | 1.ª           | 2015          | 7     | 1     | 0      | 1     | 0     | 0      | —             | —             | —             | 8     | 1     | 0      |
| Atlético de Rafaela Argentina   | Total club    | Total club    | 24    | 4     | 0      | 5     | 0     | 0      | 0             | 0             | 0             | 29    | 4     | 0      |
| C. D. Godoy Cruz Argentina      | 1.ª           | 2015          | 10    | 0     | 2      | —     | —     | —      | —             | —             | —             | 10    | 0     | 2      |
| C. D. Godoy Cruz Argentina      | 1.ª           | 2016          | 16    | 2     | 0      | —     | —     | —      | —             | —             | —             | 16    | 2     | 0      |
| C. D. Godoy Cruz Argentina      | 1.ª           | 2016-17       | 21    | 2     | 1      | 2     | 0     | 0      | 5             | 1             | 1             | 28    | 3     | 2      |
| C. D. Godoy Cruz Argentina      | 1.ª           | 2017-18       | 24    | 3     | 2      | 3     | 0     | 5      | —             | —             | —             | 27    | 3     | 7      |
| C. D. Godoy Cruz Argentina      | 1.ª           | 2025          | 2     | 0     | 0      | 0     | 0     | 0      | 0             | 0             | 0             | 2     | 0     | 0      |
| C. D. Godoy Cruz Argentina      | Total club    | Total club    | 73    | 7     | 5      | 5     | 0     | 5      | 5             | 1             | 1             | 83    | 8     | 11     |
| Racing Club Argentina           | 1.ª           | 2018-19       | 23    | 3     | 3      | 4     | 0     | 1      | 4             | 0             | 0             | 31    | 3     | 4      |
| Racing Club Argentina           | Total club    | Total club    | 23    | 3     | 3      | 4     | 0     | 1      | 4             | 0             | 0             | 31    | 3     | 4      |
| C. F. Cruz Azul · México        | 1.ª           | A-2019        | 12    | 0     | 1      | 1     | 0     | 0      | —             | —             | —             | 13    | 0     | 1      |
| C. F. Cruz Azul · México        | 1.ª           | C-2021        | 19    | 3     | 0      | 1     | 0     | 0      | 5             | 0             | 1             | 25    | 3     | 1      |
| C. F. Cruz Azul · México        | 1.ª           | A-2021        | 15    | 0     | 1      | —     | —     | —      | —             | —             | —             | 15    | 0     | 1      |
| C. F. Cruz Azul · México        | Total club    | Total club    | 46    | 3     | 2      | 2     | 0     | 0      | 5             | 0             | 1             | 53    | 3     | 3      |
| Fortaleza E. C. · Brasil        | 1.ª           | 2025          | 7     | 0     | 2      | 14    | 0     | 1      | 4             | 0             | 0             | 25    | 0     | 3      |
| Fortaleza E. C. · Brasil        | Total club    | Total club    | 7     | 0     | 2      | 14    | 0     | 1      | 4             | 0             | 0             | 25    | 0     | 3      |
| Total carrera                   | Total carrera | Total carrera | 269   | 24    | 20     | 81    | 1     | 10     | 55            | 2             | 3             | 405   | 27    | 33     |
| 1. 2.                           |               |               |       |       |        |       |       |        |               |               |               |       |       |        |

## Palmarés

### Campeonatos nacionales
| Título                      | Club               | País      | Año     |
| --------------------------- | ------------------ | --------- | ------- |
| Copa Argentina              | C. A. Boca Juniors | Argentina | 2011-12 |
| Primera División            | Racing Club        | Argentina | 2018-19 |
| Supercopa de México         | C. F. Cruz Azul    | México    | 2018-19 |
| Primera División            | C. A. Boca Juniors | Argentina | 2019-20 |
| Copa de la Liga Profesional | C. A. Boca Juniors | Argentina | 2020    |
| Primera División            | C. F. Cruz Azul    | México    | C-2021  |
| Campeón de Campeones        | C. F. Cruz Azul    | México    | 2020-21 |
| Copa de la Liga Profesional | C. A. Boca Juniors | Argentina | 2022    |
| Primera División            | C. A. Boca Juniors | Argentina | 2022    |
| Supercopa Argentina         | C. A. Boca Juniors | Argentina | 2022    |